# Тур Швейцарії
Тур Швейцарії — щорічна багатоденна велогонка, яка проходить у Швейцарії, у рамках UCI ProTour в червні за два тижні до початку Тур де Франс.
Змагання проходять у 9 етапів, серед яких обов'язково повинна бути хоча б одна роздільна гонка. Маршрут проходить переважно гірською місцевістю. Лідер загального заліку одягає «золоту майку лідера».

## Історія
Вперше змагання пройшли у 1933 році. Були приурочені до 50-річчя від заснування «Швейцарської асоціації велосипедистів та мотоциклістів». Проходять щорічно, за винятком 1940, 1943, 1944 та 1945 років, коли їх скасували через Другу світову війну. Першим переможцем змагань став австрієць Макс Булла в 1933 році. Найбільше перемог здобув італієць Паскуале Форнара, який вигравав Тур Швейцарії 4 рази у 1950-х роках.

## Класифікації
- генеральна класифікація
 - залікова класифікація ( до 2010 року)
 - гірська класифікація ( до 2010 року)
 - спринтерська класифікація ( до 2010 року)

## Переможці
- 1933:  Макс Булла
- 1934:  Людвиг Гаєр
- 1935:  Гаспар Ріналді
- 1936:  Анрі Граньє
- 1937:  Карл Лічі
- 1938:  Джованні Валетті
- 1939:  Роберт Ціммерманн
- 1940: не проводився
- 1941:  Йозеф Вагнер
- 1942:  Ферді Кюблер
- 1943-45: не проводився
- 1946:  Джино Барталі
- 1947:  Джино Барталі (2)
- 1948:  Ферді Кюблер
- 1949:  Готтфрид Віленманн
- 1950:  Уго Кобле
- 1951:  Ферді Кюблер
- 1952:  Паскуале Форнара
- 1953:  Уго Кобле (2)
- 1954:  Паскуале Форнара (2)
- 1955:  Уго Кобле (3)
- 1956:  Рольф Граф
- 1957:  Паскуале Форнара (3)
- 1958:  Паскуале Форнара (4)
- 1959:  Ганс Юнкерманн
- 1960:  Альфред Рюегг
- 1961:  Аттіліо Моресі
- 1962:  Ганс Юнкерманн (2)
- 1963:  Джузеппе Феццарді
- 1964:  Рольф Маурер
- 1965:  Франко Бітоссі
- 1966:  Амброджио Порталупі
- 1967:  Джанні Мотта
- 1968:  Луїс Пфеннінгер
- 1969:  Вітторіо Адорні
- 1970:  Роберто Поджіалі
- 1971:  Жорж Пінтенс
- 1972:  Луїс Пфеннінгер (2)
- 1973:  Хосе Мануель Фуенте
- 1974:  Едді Меркс
- 1975:  Роджер Де Влемінк
- 1976:  Хенні Кюйпер
- 1977:  Мішель Поллентьє
- 1978:  Поль Велленс
- 1979:  Вільфрід Весемель
- 1980:  Марио Беччиа
- 1981:  Біт Бре
- 1982:  Джузеппе Саронні
- 1983:  Шон Келлі
- 1984:  Урс Ціммерманн
- 1985:  Філ Андерсон
- 1986:  Ендрю Гемпстен
- 1987:  Ендрю Гемпстен (2)
- 1988:  Гельмут Вексельбергер
- 1989:  Біт Бре (2)
- 1990:  Шон Келлі (2)
- 1991:  Люк Роозен
- 1992:  Джорджио Фурлан
- 1993:  Марко Салігарі
- 1994:  Паскаль Рішар
- 1995:  Павло Тонков
- 1996:  Петер Луттунбергер
- 1997:  Кристоф Аньолутто
- 1998:  Стефано Гардзеллі
- 1999:  Франческо Касагранде
- 2000:  Оскар Каменцінд
- 2001:  Ленс Армстронг
- 2002:  Алекс Цулле
- 2003:  Олександр Винокуров
- 2004:  Ян Ульріх
- 2005:  Айтор Гонсалес
- 2006:  Ян Ульріх (2)
- 2007:  Володимир Карпець
- 2008:  Роман Кройцігер
- 2009:  Фаб'ян Канчеллара
- 2010:  Френк Шлек
- 2011:  Леві Лейфеймер
- 2012:  Руй Кошта
- 2013:  Руй Кошта (2)
- 2014:  Руй Кошта (3)
- 2015:  Симон Шпілак
- 2016:  Мігель Анхель Лопес
- 2017:  Симон Шпілак
- 2018:  Річі Порт
- 2019:  Еган Берналь
- 2020:  не проводився через пандемію COVID 19.
- 2021:  Річард Карапас
- 2022:  Джерейнт Томас

## Перемоги за країнами
| Країна                                                        | К-сть перемог |
| ------------------------------------------------------------- | ------------- |
| Швейцарія                                                     | 23            |
| Італія                                                        | 19            |
| Бельгія                                                       | 8             |
| Німеччина                                                     | 4             |
| Португалія Австрія Іспанія США                                | 3             |
| Ірландія Франція Росія Словенія Австралія Колумбія            | 2             |
| Нідерланди Казахстан Чехія Люксембург Еквадор Велика Британія | 1             |